# Tender (Blur)
Tender è un brano musicale del gruppo inglese dei Blur, pubblicato come singolo estratto dall'album 13 nel 1999.

## Descrizione
Si tratta del primo singolo estratto dal sesto album della band. Il testo è stato scritto da Damon Albarn e Graham Coxon, mentre la parte corale del brano è stata eseguita dalla London Community Gospel Choir.
Il testo della canzone descrive la fine della relazione sentimentale tra Albarn e Justine Frischmann, all'epoca cantante della band britpop Elastica. La Frischmann riferì al quotidiano inglese The Observer di avere pianto la prima volta che aveva ascoltato la canzone, per poi sentirsi imbarazzata ed infuriata prima di calmarsi. Il verso Tender Is the Night è tratto dal romanzo Tenera è la notte dello scrittore statunitense Francis Scott Fitzgerald, il cui titolo a sua volta è un omaggio alla Ode to a Nightingale di John Keats.
La prima esibizione di Tender dal vivo fu al Festival di Sanremo 1999.

### Distribuzione ed accoglienza
Traccia d'apertura del sesto album dei Blur intitolato 13 e primo singolo estratto da esso, raggiunse la seconda posizione in classifica nella britannica UK Singles Chart dietro ...Baby One More Time di Britney Spears. Nella prima settimana il singolo ebbe vendite di 176,000 copie avendo un vantaggio iniziale sulla Spears nella prima parte della settimana, però ...Baby One More Time vendette ulteriori 55,000 unità e mantenne la vetta della classifica. La data di uscita della canzone venne anticipata per fugare una preoccupazione circa le importazioni giapponesi.
La canzone venne proclamata "Single of the Fortnight" dalla rivista Smash Hits, che scrisse: "Con i suoi sette minuti e tre quarti di durata, Tender è almeno due volte lunga di troppo, ma è ancora di gran lunga il miglior inno skiffle-folk dell'anno finora!". Il giornalista musicale Chuck Taylor di Billboard la definì una "grande partenza" per la band e un "lavoro stellare", il cui suono ricorda la fine degli anni '60 e l'inizio degli anni '70. Egli scrisse: "è semplicemente un pezzo lucido e ben prodotto che risale a un tempo in cui le pop star britanniche potevano cantare... e suonare assoli di chitarra metallici senza ironia". Sarah Davis di Dotmusic descrisse Tender una "boccata di aria fresca" e un "bellissimo inno di consolazione", notando qualche somiglianza con Give Peace a Chance di John Lennon. Il brano ha ricevuto la candidatura ai BRIT Awards 2000 come "singolo britannico dell'anno". Tuttavia, il premio andò a Robbie Williams per She's the One.

## Il videoclip
Il videoclip del brano è una rappresentazione di una registrazione effettuata dal vivo in studio, girato in bianco e nero, con la band e un gruppo di coristi. Come per End of a Century, non viene utilizzata la traccia audio della versione in studio.

## Tracce
- 7"

1. Tender
2. All We Want

- CD1

1. Tender
2. All We Want
3. Mellow Jam

- CD2

1. Tender
2. French Song
3. Song 2
4. Song 2 (video)

## Formazione
Gruppo
- Damon Albarn - voce, chitarra
- Graham Coxon - chitarra, voce
- Alex James - contrabbasso
- Dave Rowntree - batteria

Collaboratori
- London Community Gospel Choir - cori

## Classifiche
| Classifica (1999) | Posizione massima |
| ----------------- | ----------------- |
| Australia         | 32                |
| Belgio (Fiandre)  | 65                |
| Germania          | 94                |
| Irlanda           | 6                 |
| Italia            | 11                |
| Norvegia          | 15                |
| Nuova Zelanda     | 12                |
| Paesi Bassi       | 90                |
| Regno Unito       | 2                 |
| Spagna            | 5                 |
| Svezia            | 29                |
| Svizzera          | 45                |